# Tudanca (Burgos)
Tudanca de Ebro es una localidad española de la provincia de Burgos situada en la orilla derecha del río Ebro y encajonada entre los escarpes calizos del cañón formado por la corriente fluvial en la sierra de Albuera. En este punto, y hasta Cidad de Ebro, el río discurre por el desfiladero de los Tornos.
El diccionario Madoz (1850) señala que sus recursos económicos son el cultivo de cereales, legumbres, y una pequeña ganadería explotada por 23 vecinos. En 1866 tenía 19 vecinos, y el declive poblacional ha reducido el vecindario en 2024 a 5 hombres y 4 mujeres, lo que sitúa a este caserío por detrás del umbral de desertización poblacional en zonas de montaña (12 hab/km²).

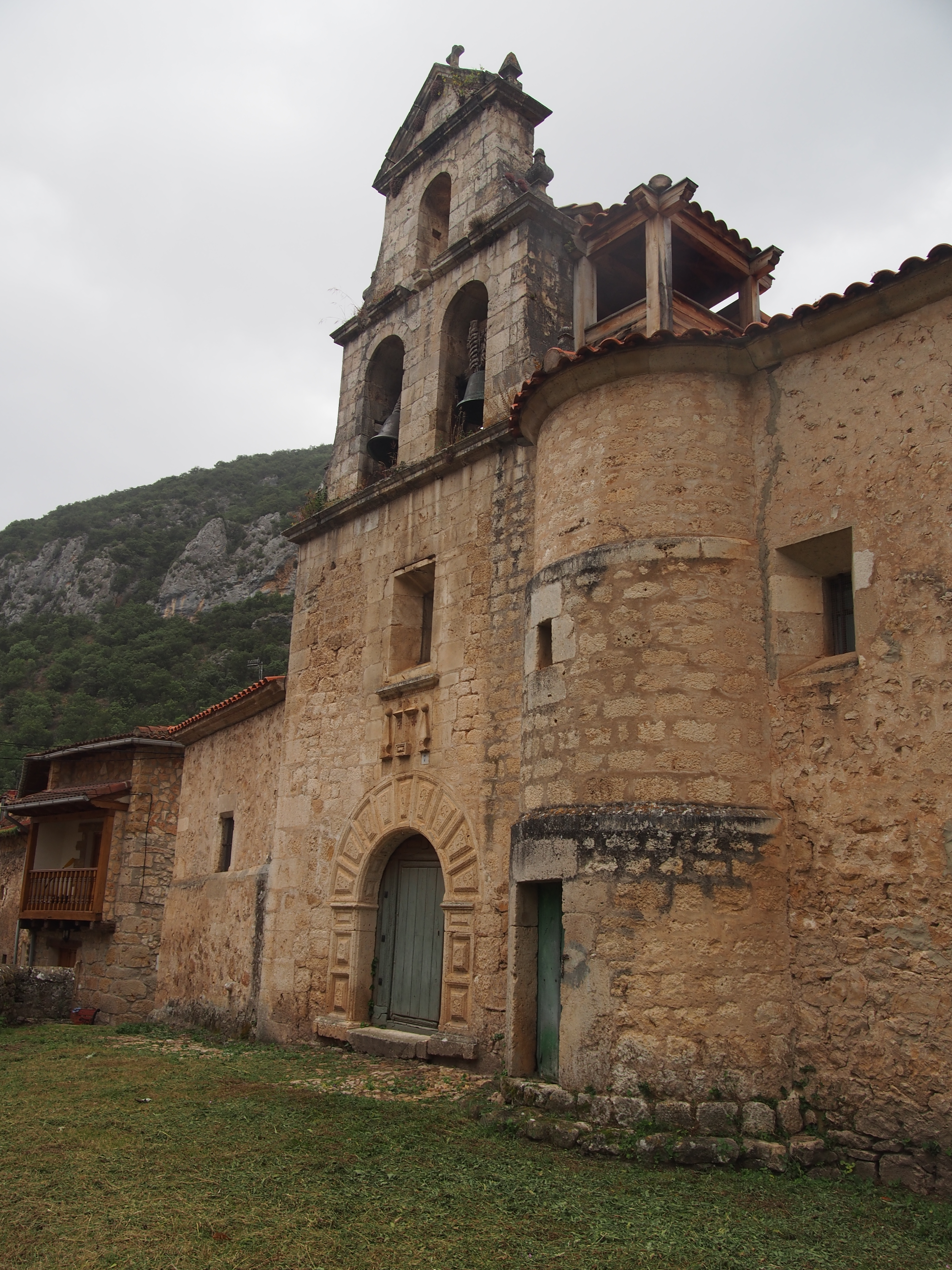
Detalle de la iglesia de Tudanca.

El Becerro de las behetrías menciona a este pueblo como Tudanza.